# Ängshuldrespindel
Ängshuldrespindel (Micrargus subaequalis) är en spindelart som först beskrevs av Westring 1851.  Ängshuldrespindel ingår i släktet Micrargus och familjen täckvävarspindlar. Arten är reproducerande i Sverige. Inga underarter finns listade i Catalogue of Life.